# Weston (Idaho)
Weston és una població dels Estats Units a l'estat d'Idaho. Segons el cens del 2000 tenia 425 habitants.

## Demografia
Segons el cens del 2000, Weston tenia 425 habitants, 118 habitatges, i 105 famílies. La densitat de població era de 82,9 habitants/km².
Dels 118 habitatges en un 56,8% hi vivien nens de menys de 18 anys, en un 81,4% hi vivien parelles casades, en un 5,1% dones solteres, i en un 11% no eren unitats familiars. En l'11% dels habitatges hi vivien persones soles el 4,2% de les quals corresponia a persones de 65 anys o més que vivien soles. El nombre mitjà de persones vivint en cada habitatge era de 3,6 i el nombre mitjà de persones que vivien en cada família era de 3,84.
Per edats la població es repartia de la següent manera: un 39,5% tenia menys de 18 anys, un 9,9% entre 18 i 24, un 24,9% entre 25 i 44, un 17,9% de 45 a 60 i un 7,8% 65 anys o més.
L'edat mediana era de 25 anys. Per cada 100 dones de 18 o més anys hi havia 107,3 homes.
La renda mediana per habitatge era de 35.556 $ i la renda mediana per família de 35.750 $. Els homes tenien una renda mediana de 31.458 $ mentre que les dones 17.188 $. La renda per capita de la població era de 10.206 $. Aproximadament el 8,6% de les famílies i l'11% de la població estaven per davall del llindar de pobresa.

## Poblacions més properes
El següent diagrama mostra les poblacions més properes.